# Torcas de los Palancares
Torcas de los Palancares es un paraje natural del parque natural de la Serranía de Cuenca, en la comunidad autónoma de Castilla-La Mancha, España. Forma parte del Monumento Natural de las Torcas de Palancares y Tierra Muerta. Está situado en el Monte de los Palancares, próximo a la ciudad de Cuenca.
Es una curiosa formación geológica constituida por diferentes torcas, que son en realidad hundimientos del terreno de forma más o menos circular u ovalada que pueden alcanzar una profundidad de más de 90 metros y una extensión variable que oscila entre 0,3 hectáreas en la Torca de la Novia y 10,25 hectáreas en la Torca Larga. Técnicamente este tipo de hundimientos se conocen como dolinas, término que hace referencia a un tipo especial de depresión geológica característica de los relieves kársticos. Se han formado de manera natural como consecuencia de la acción de aguas carbónicas subterráneas sobre rocas calizas muy solubles, provocando zonas de fractura llamadas diaclasas que son las que han causado los hundimientos del terreno.

## Historia

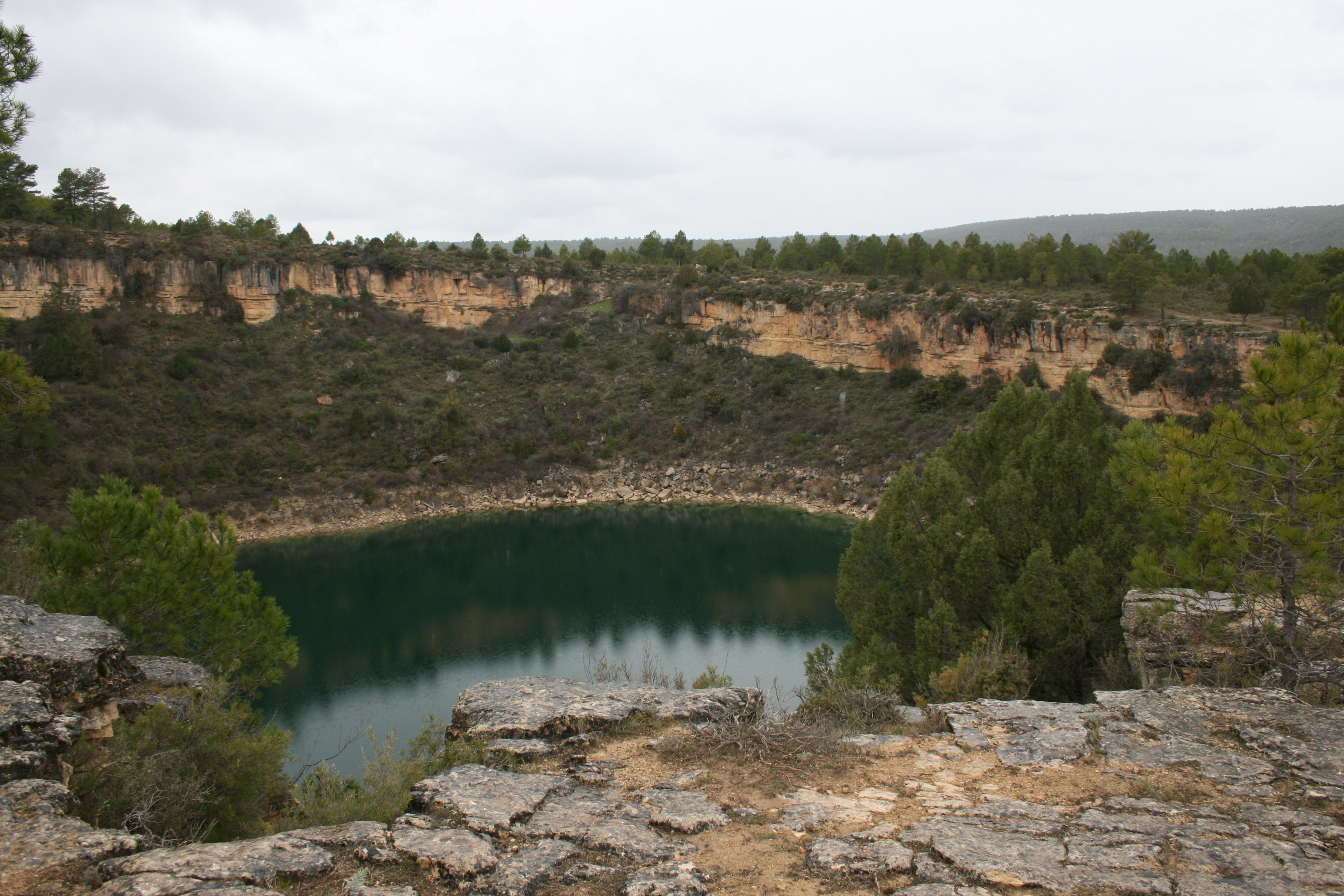
Torca

En 1873 se publicó la primera descripción sobre la existencia de torcas en la provincia de Cuenca, firmada por Cortázar y Botella, quienes atribuyeron este fenómeno a la existencia a hundimientos de los bancos calizos procedentes del cretácico.
El monte Los Palancares y agregados, en el que se ubican las torcas, está declarado Monte de Utilidad Pública desde 1901. Se encuentra ubicado en el término municipal de la ciudad de Cuenca, en las estribaciones del Sistema Ibérico. Es propiedad del Ayuntamiento de Cuenca desde el siglo XV y está atravesado por la Cañada real de la Cierva. Presenta una superficie total de 4 888 hectáreas de las que 4 500 son superficie arbolada y 37 corresponden a la Cañada real. Desde 2001, el área pertenece a la Red de Áreas Protegidas de la comunidad autónoma de Castilla-La Mancha y forma parte del monumento natural denominado Palancares y Tierra Muerta.

## Accesos
Se encuentran situadas en el monte de los Palancares, a 20 km de la ciudad de Cuenca. El acceso se realiza a partir de la carretera que enlaza Cuenca con Teruel. Tras pasar la localidad de Mohorte, antes de llegar a Fuentes, es preciso tomar un desvío por un carril asfaltado por el que se accede a una caseta de información de la que parten varios senderos convenientemente señalizados que solo se pueden realizar a pie y transcurren por las proximidades de las diferentes torcas.

## Descripción
La región de los Palancares es una superficie de erosión que se localiza en la confluencia de tres valles. La altura máxima alcanza los 1300 metros en la zona norte y es algo más baja por la zona sur. Queda limitada por el Arroyo de la Rambla Verde y el Arroyo Vallejo de la Cañada Larga al norte y por el Río Moscas, afluente del Júcar, al sur. Sobre la plataforma de erosión existe una red fluvial que coincide con el sector en el que se asientan las 30 torcas de la zona. El flujo de aguas subterráneas desagua al exterior a través de la Fuente del Rollo que cuenta con un caudal medio de 5 litros por segundo.

## Vegetación

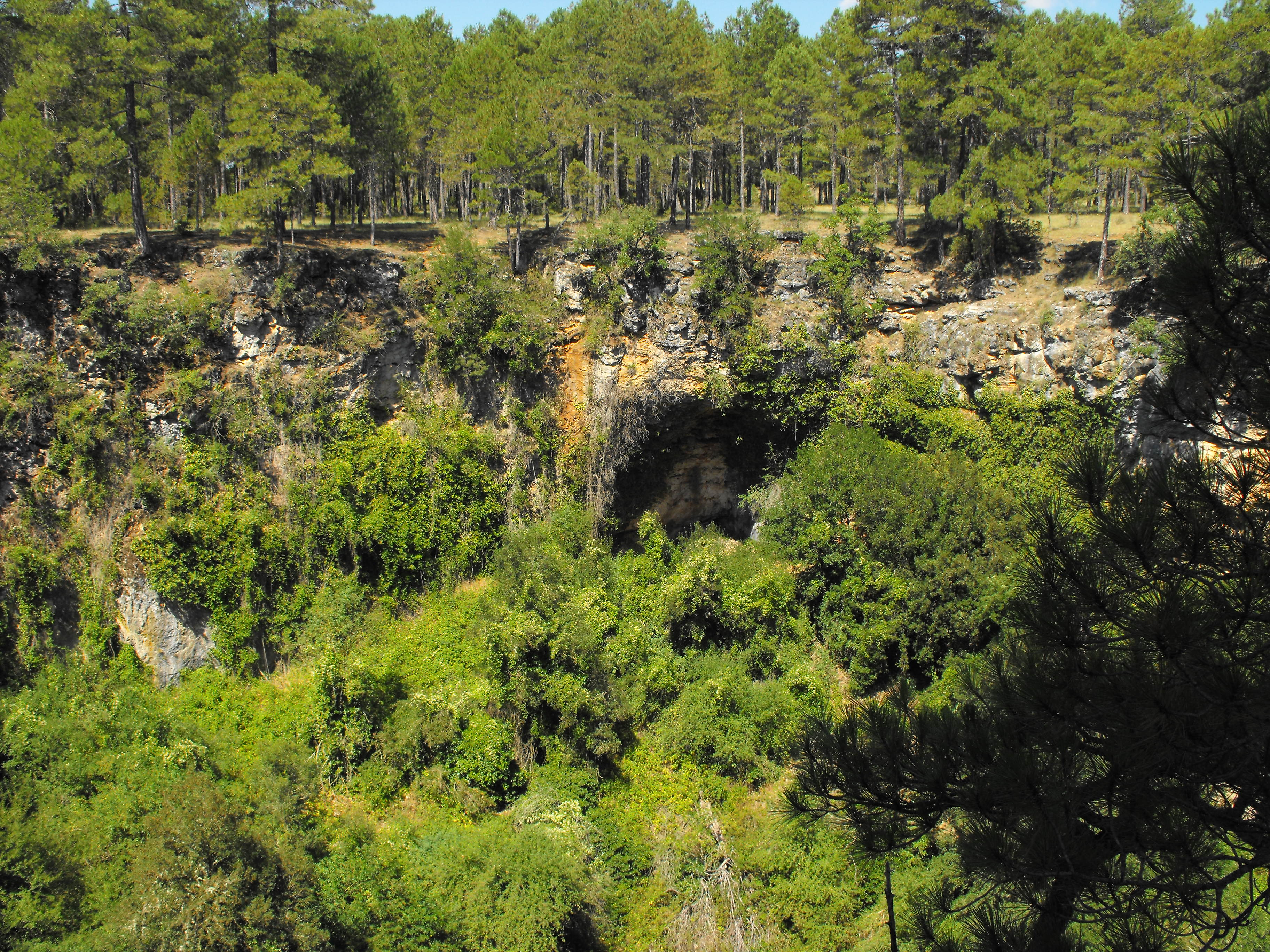
Pinus nigra es la especie arbórea predominante en el monte

La especie arbórea predominante es el Pinus nigra ssp. salzmanii, conocido en la zona como pino negral. Menos abundantes son el Quercus ilex ssp. rotundifolia (encina), Quercus faginea (quejigo), Juniperus thurifera (sabina) y Juniperus oxycedrus (enebro).
El estrato arbustivo, relativamente poco desarrollado, se encuentra formado principalmente por Amelanchier ovalis, Acer campestre, Corylus avellana, Crataegus monogyna, Viburnum lantana, Rosa sp y Genista scorpius.
De forma aislada en algunos parajes pueden observarse otras especies, entre ellas Taxus baccata, Acer monspessulanum, Ulmus glabra, Prunus mahaleb y Sorbus torminalis.

## Principales torcas

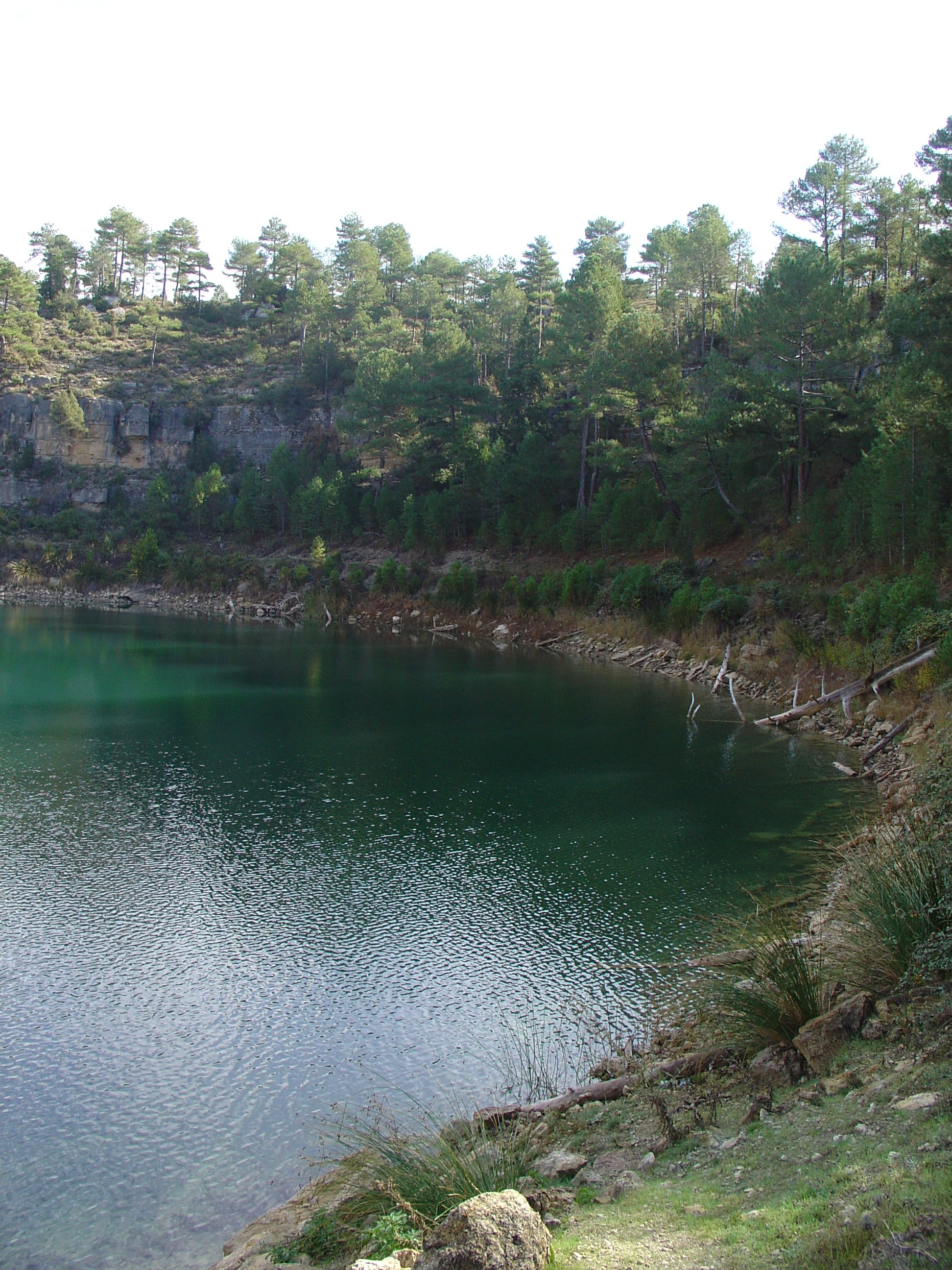
Torca de la Novia

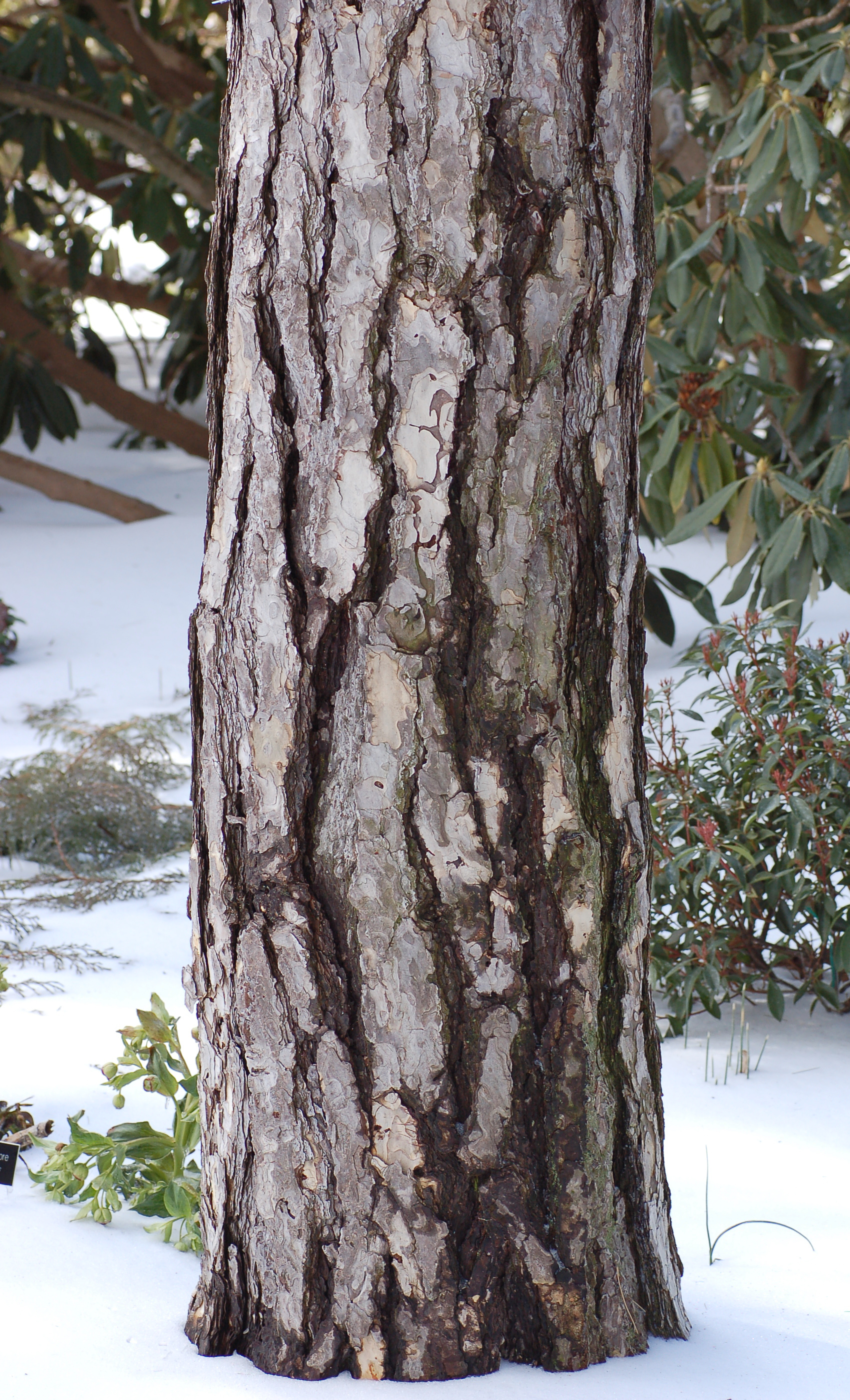
Corteza de Pinus nigra

Existen en la zona alrededor de 30 torcas; a continuación se citan las más conocidas.
|    | Nombre                    | Extensión | Profundidad máxima |
| -- | ------------------------- | --------- | ------------------ |
| 1  | Torca Larga               | 10,25 ha  | 58 m               |
| 2  | Torca de la Novia         | 0,3 ha    | 24 m               |
| 3  | Torca del Agua            | 6,7 ha    | 50 m               |
| 4  | Torca del Lobo            | 2,4 ha    | 66 m               |
| 5  | Torca de la Escaleruela   | 1,3 ha    | 44 m               |
| 6  | El Torcazo                | 3,02 ha   | 40 m               |
| 7  | Torca de las Colmenas     | 4,4 ha    | 91 m               |
| 8  | Torca de los Avellanos    | 2,1 ha    | 50 m               |
| 9  | Torca del Tío Demetrio    | 3,4 ha    | 50 m               |
| 10 | Torca de las Mellizas I   | 4,2 ha    | 50 m               |
| 11 | Torca de la Zorra         | 4,4 ha    | 68 m               |
| 12 | Torca del Medio Celemín   | 4,5 ha    | 47 m               |
| 13 | Torquete                  | 0,5 ha    | 19 m               |
| 14 | Torca del Tío Agustín     | 4,7 ha    | 71 m               |
| 15 | Torca del Tío Señas       | 3,5 ha    | 19 m               |
| 16 | Torca de la Bañera        | 4,3 ha    | 37 m               |
| 17 | Torca de la Perla         | 1,3 ha    | 40 m               |
| 18 | Torca de las Mellizas II  | 4,6 ha    | 52 m               |
| 19 | Torca de las Mellizas III | 2,8 ha    | 62 m               |
| 20 | Torca de la Covacha       | 4,7 ha    | 62 m               |
| 21 | Torca Honda               | 5,7 ha    | 79 m               |
| 22 | Torca Llanilla            | 1,4 ha    | 16 m               |
| 23 | Torca Aliagosa            | 6,3 ha    | 67 m               |
| 24 | Torca del Ceñajo          | 2,2 ha    | 62 m               |